# Motor bicilíndrico en V

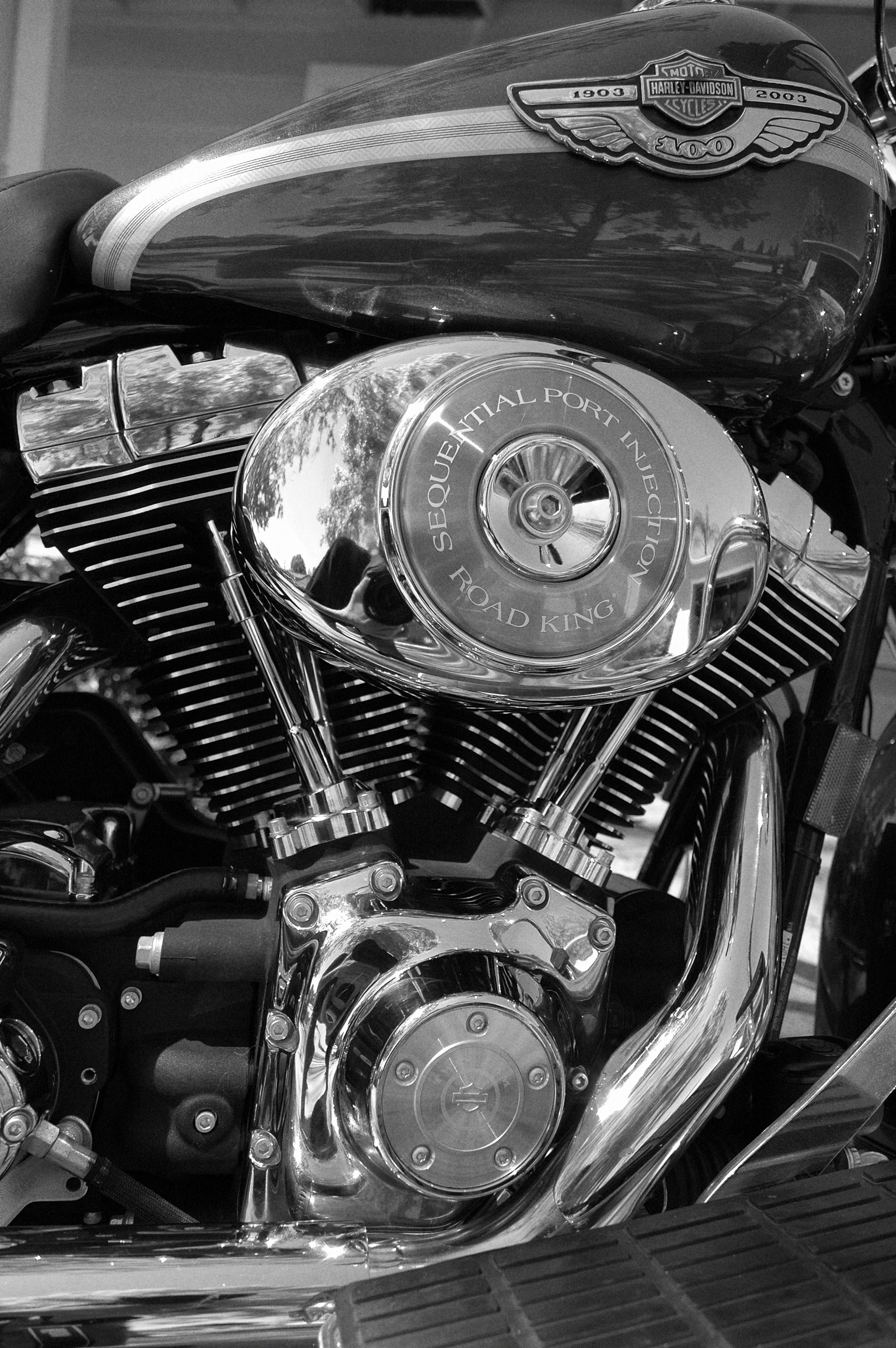
Harley-Davidson Road King V2 de 45° montado transversalmente

Un motor bicilíndrico en V, también llamado un motor V2, motor de 2 cilindros en V o V-twin es un motor de combustión interna de 2 cilindros donde dichos cilindros están colocados en una configuración en V (véase motor en V).

## Historia

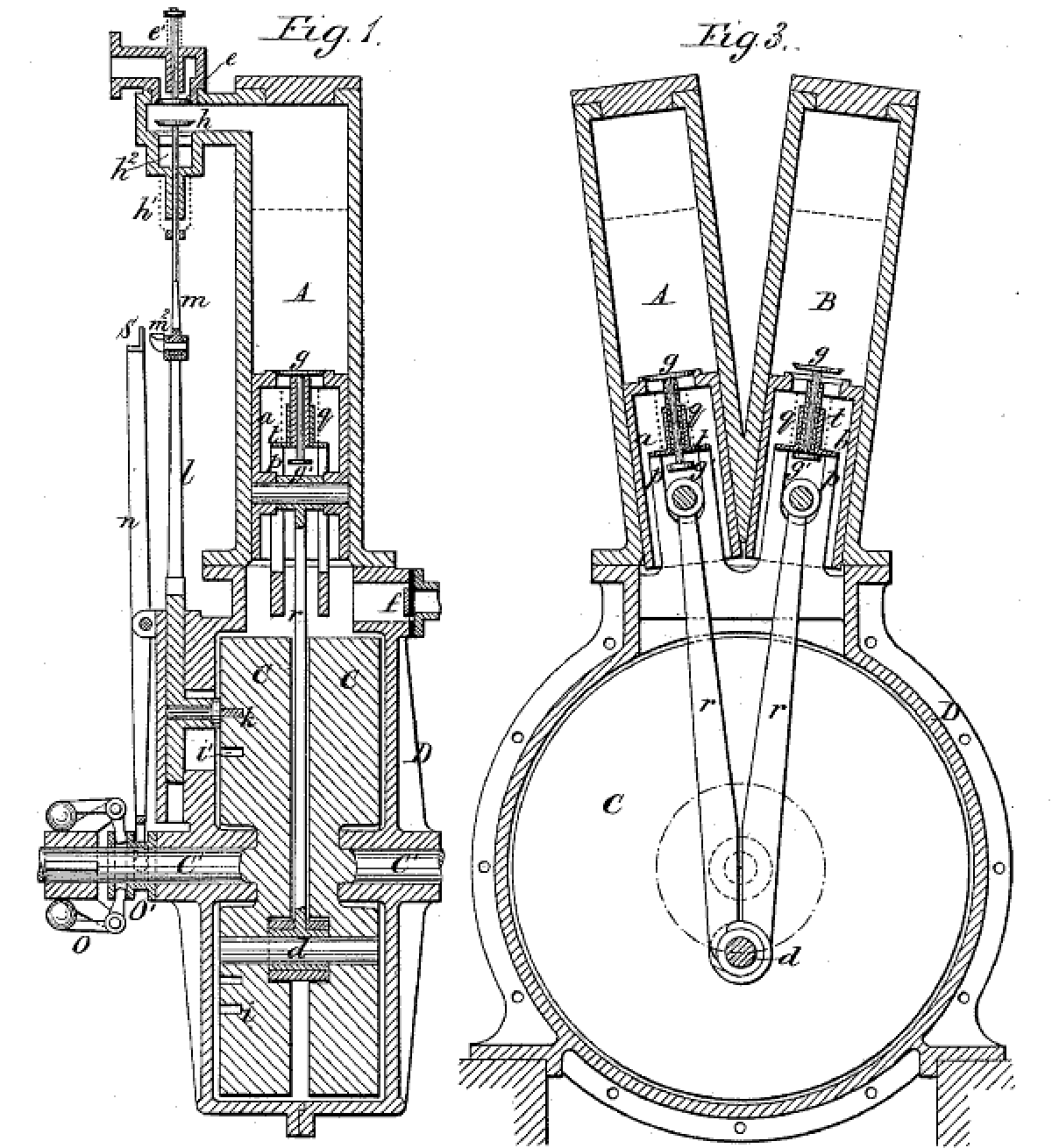
V2 de Gottlieb Daimler en 1889.

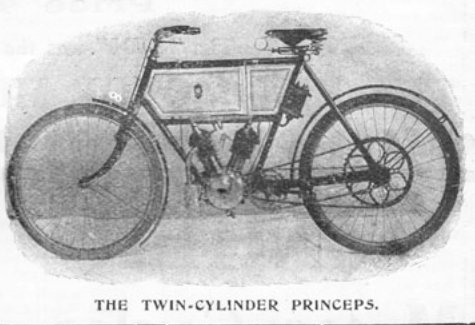
Princeps V-Twin (1902)

Gottlieb Daimler construyó un motor de 2 cilindros en V en 1889. Fue usado como motor estacionario y para impulsar barcos. También se usó en el segundo automóvil que Daimler construyó en 1889: el Stahlradwagen ("Auto de ruedas de acero"). El motor fue licenciado para ser fabricado en Francia por Panhard y Levassor.
En noviembre de 1902 la Princeps AutoCar Co (UK) anunciaba una motocicleta con motor V2, y en 1903 varias compañías produjeron motores V2, incluyendo el XL-ALL de 90° (fabricado por Eclipse Motor & Cycle Co en el Reino Unido). También en 1903, Glenn Curtiss en Estados Unidos, y NSU en Alemania comenzaron a producir motores V2 para usarlos en sus respectivas motocicletas. Peugeot, que había usado motores Daimler construidos por Panhard en sus primeros automóviles, hizo también sus propios motores V2 a principios del siglo XX. Una motocicleta Norton con motor Peugeot V2 ganó la primera carrera de motocicletas de la isla de Man (el TT 'Tourist Trophy') en la categoría de dos cilindros en 1907.

## Configuraciones

### Configuración delcigüeñal

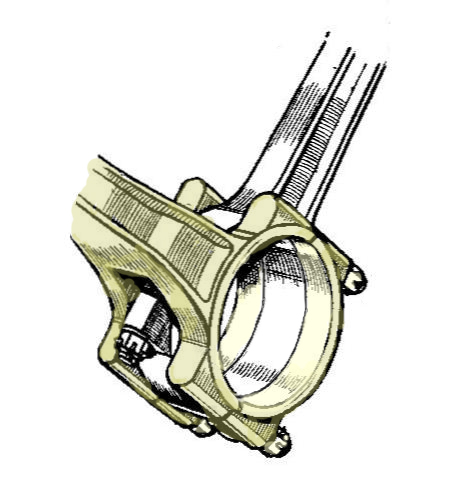
Biela en el interior de otra para cilindros en V en el mismo plano

La mayoría de los motores V2 tienen un solo muñón compartido por las bielas de ambos pistones, donde las bielas que abrazan el muñón o muñequilla compartida permanecen lado a lado, por lo que los cilindros del pistón tienen un pequeño desplazamiento lateral para mantenerse alineados con el muñón. También puede haber cilindros en V sin desplazamiento lateral, cuando la cabeza de una de las bielas es hueca y permite a la segunda biela conectarse en el interior de la primera, lo que disminuye la vibración del motor (véase la ilustración).
Algunas excepciones notables (o sea, un muñón para cada cilindro) son la Moto Guzzi de 500cc (con 120° del ángulo en V y encendido a 180° con 2 cigüeñales, por lo que requería un muñón por cada cilindro), máquina que Stanley Woods pilotó para ganar el TT Isla de Man de 1935; o la Honda VT500 desde 1982 y la Honda Shadow 750 desde 1983, con un V2 a 52° que también usaban (la 750 aún los usa, porque todavía se produce en 2015) dos muñones, uno para cada pistón, pero con un solo cigüeñal y cilindros desplazados; y la Suzuki VX 800 de 1987, con 45° en la V y un desfase entre muñones en el cigüeñal de 45° para los Estados Unidos o de 75° para el resto del mundo.

### Ángulos usuales en V

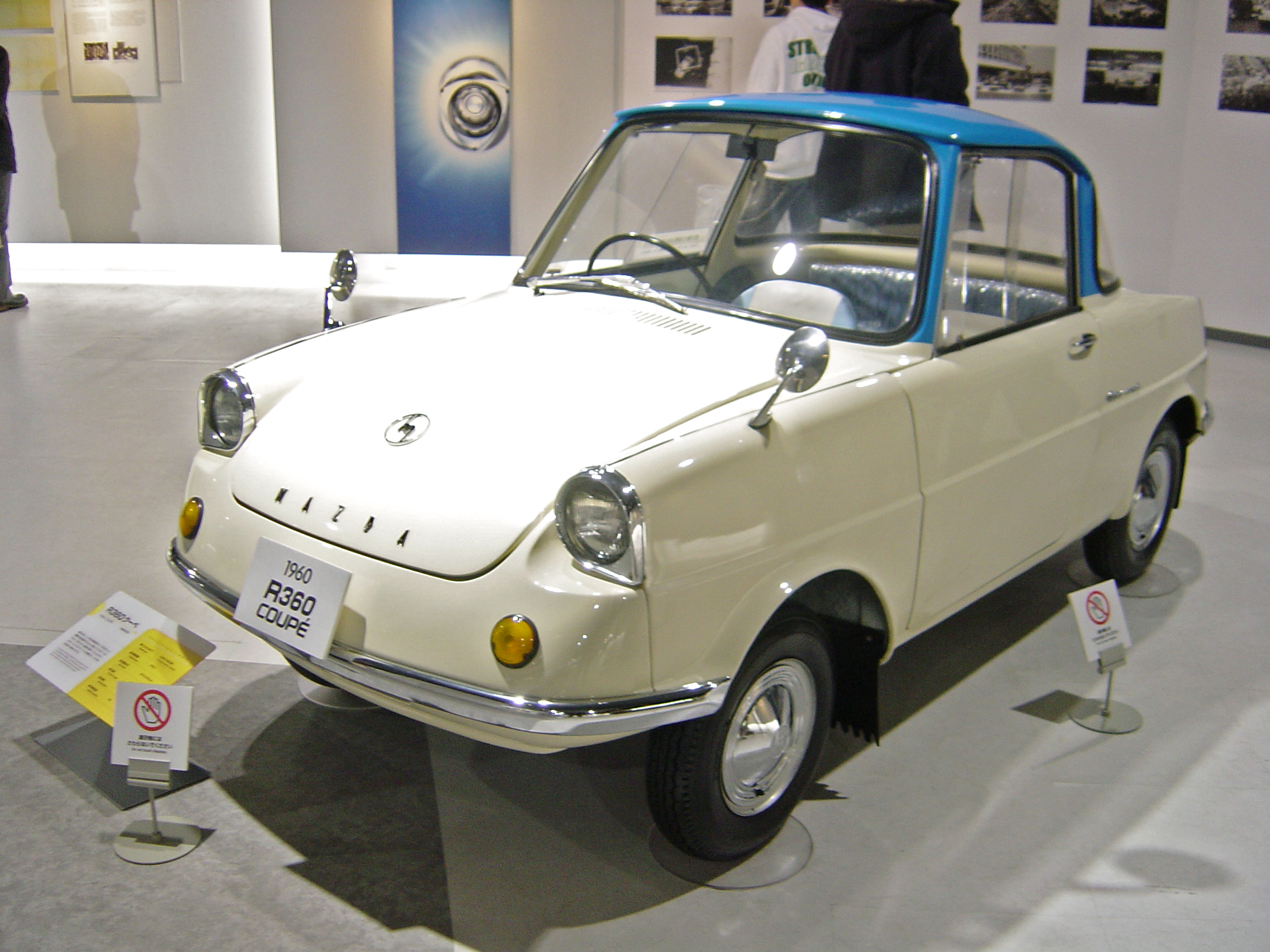
El Mazda R360 empleaba motores V2.

Generalmente, a cualquier motor de 2 cilindros con un ángulo entre cilindros mayor a 0° y menor a 180° se le conoce como motor en V2 (V-twin). Aunque Ducati usó el nombre L2 ("L-twin") para su motor V2 de 90° (con su cilindro delantero casi horizontal y su cilindro trasero casi vertical), no existe realmente ninguna diferencia técnica entre los susodichos motores, y en realidad solo la denominación es diferente, de modo que V-twin y L-twin son nombres de un motor V2.
Un motor V2 a 90° con contrapesos adecuados y sin desplazamiento entre los cilindros (cilindros en el mismo plano), puede dar un funcionamiento casi sin vibraciones, perfectamente equilibrado. Con el desfasado del encendido, un motor con un ángulo menor a 90° tiene la ventaja de ser más compacto. A veces se puede mitigar la vibración con un diseño cuidadoso del desplazamiento lateral de los cilindros.
| Ángulo en V | Ejemplos |
| ----------- | --- |
| 18°         | Matchless Silver Arrow |
| 20°         | Motor Daimler usado en 1889 en el automóvil Stahlrad. |
| 42°         | Indian Powerplus, Chief, Scout |
| 45°         | Crocker Motorcycles Harley-Davidson Sokół 1000 Suzuki VX 800; Boulevard C50, M50, S50, S83 Honda VT1100                                                                          |
| 47.5°       | Vincent Rapide Series A |
| 48°         | Yamaha MT-01, XV1600, XV1700 |
| 49°         | Indian Thunder Stroke 111, Chief, Chieftain |
| 50°         | AJS S3 BSA Model E, G14, Y13 Husqvarna Motorcycles Brough Superior SS100 (motor JAP) Kawasaki Vulcan 1500, 1600 Matchless Model X Victory Motorcycles Vincent Rapide Series B, C |
| 52°         | Honda: - VT400-VT800 Shadow - VTX Series - Transalp - Deauville - NT650/Hawk GT - XRV750 Africa Twin Kawasaki Vulcan 1700 & 2000                                                 |
| 54°         | Suzuki Boulevard: - C109R - M90 - M109R |
| 55°         | Kawasaki Vulcan 750, 800, 900 |
| 56.25°      | S&S X-Wedge Engine |
| 60°         | Britten V1000 Harley-Davidson VRSC Highland Motorcycles Aprilia RSV Mille, Tuono (Rotax engines) Yamaha XV250, XVS250                                                            |
| 70°         | Suzuki RGV250(VJ23) Yamaha XVS650 |
| 72°         | Moto Morini 350, 500 Buell 1125R (Rotax engine) Voxan |

| Ángulo en V | Ejemplos |
| ----------- | --- |
| 75°         | Hyosung GT250, GV250 KTM 1190 RC8 Yamaha TR1, Virago, XVS1100 |
| 77°         | Aprilia RXV/SXV |
| 80°         | Honda CX series Rotax 810, 660, 490 |
| 87°         | Moto Morini Corsaro 1200 |
| 90°         | Aprilia: - RS250 - SL 750 Shiver - NA 850 Mana Bimota V Due Briggs & Stratton Cagiva Ducati Folan 290 Gilera GP 800 Hesketh V1000 Honda: - VT250F Integra - VT250 Spada - VTR250 Interceptor - VTR1000 - XL1000V - VT125 Shadow - XL125V Varadero Hyosung GT650, GV650 Kawasaki Prairie 650, V-Force Mazda Moto Guzzi Suzuki: - RGV250 (VJ21&VJ22) - SV650 - SV1000 - TL1000* V-Strom |
| 120°        | 1934 Moto Guzzi 500cc |
| 170°        | Zündapp KS750 |

## Orientaciones
Los términos motor longitudinal y motor transversal se usan para referirse a la orientación del cigüeñal del motor citado. Sin embargo, no todas las fuentes utilizan esa convención, destacando notablemente Moto Guzzi, que la usa de forma invertida, porque se denomina motor transversal al longitudinal, ya que se necesita cambiar 90 grados el eje de giro para accionar la llanta impulsora con una cadena de transmisión, (aunque un motor con eje cardán necesita una configuración longitudinal del cigüeñal para transmitir el movimiento a la llanta impulsora). Por eso es más práctico especificar que los términos transversal o longitudinal se refieren al eje del cigüeñal mejor que al eje de los cilindros.

### Montaje transversal del cigüeñal

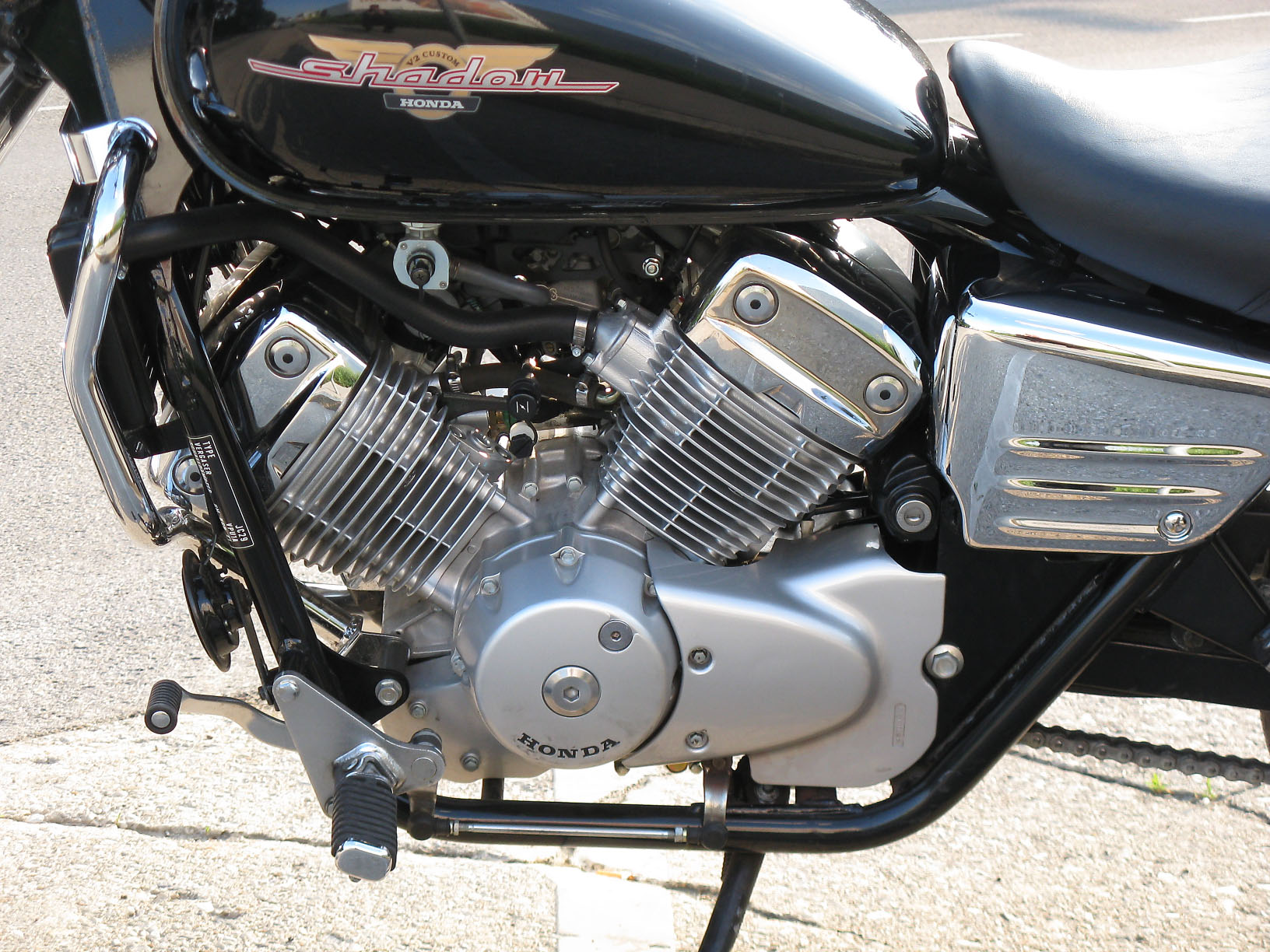
Honda V2 a 90° de montaje transversal.

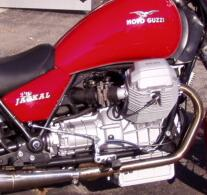
Moto Guzzi Jackal con un motor V2 longitudinal de 90°.

El motor puede ser montado con el eje del cigüeñal transversalmente, como en las Harley-Davidson, Ducati y muchas motocicletas japonesas recientes. Con esta configuración se puede diseñar una motocicleta más estrecha, ya que una V2 de cigüeñal transversal ocupa el mismo ancho que una con motor monocilíndrico, con la ventaja de un mejor manejo. Una desventaja de esta configuración para los motores V2 refrigerados por aire es el menor enfriamiento del cilindro trasero.
Algunos V2 transversales usan un solo carburador para ambos cilindros, situado en medio de la V. Esta solución permite un ahorro en el uso de materiales, pero crea problemas adicionales de calentamiento.

Algunas estrategias de enfriamiento en motores V2 a 90°
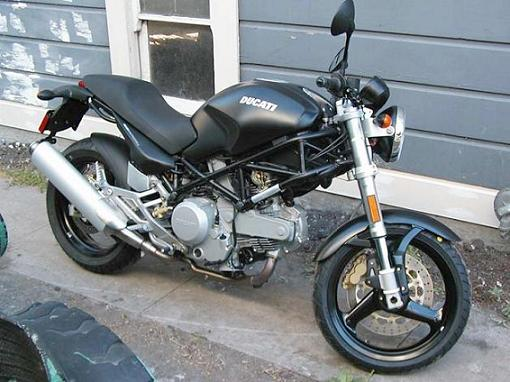
Esta Ducati Monster 620 tiene un motor V2 a 90° con cigüeñal transversal. Un cilindro está situado en horizontal y el otro en vertical, el horizontal adelante y el vertical arriba, para mejorar el enfriamiento.
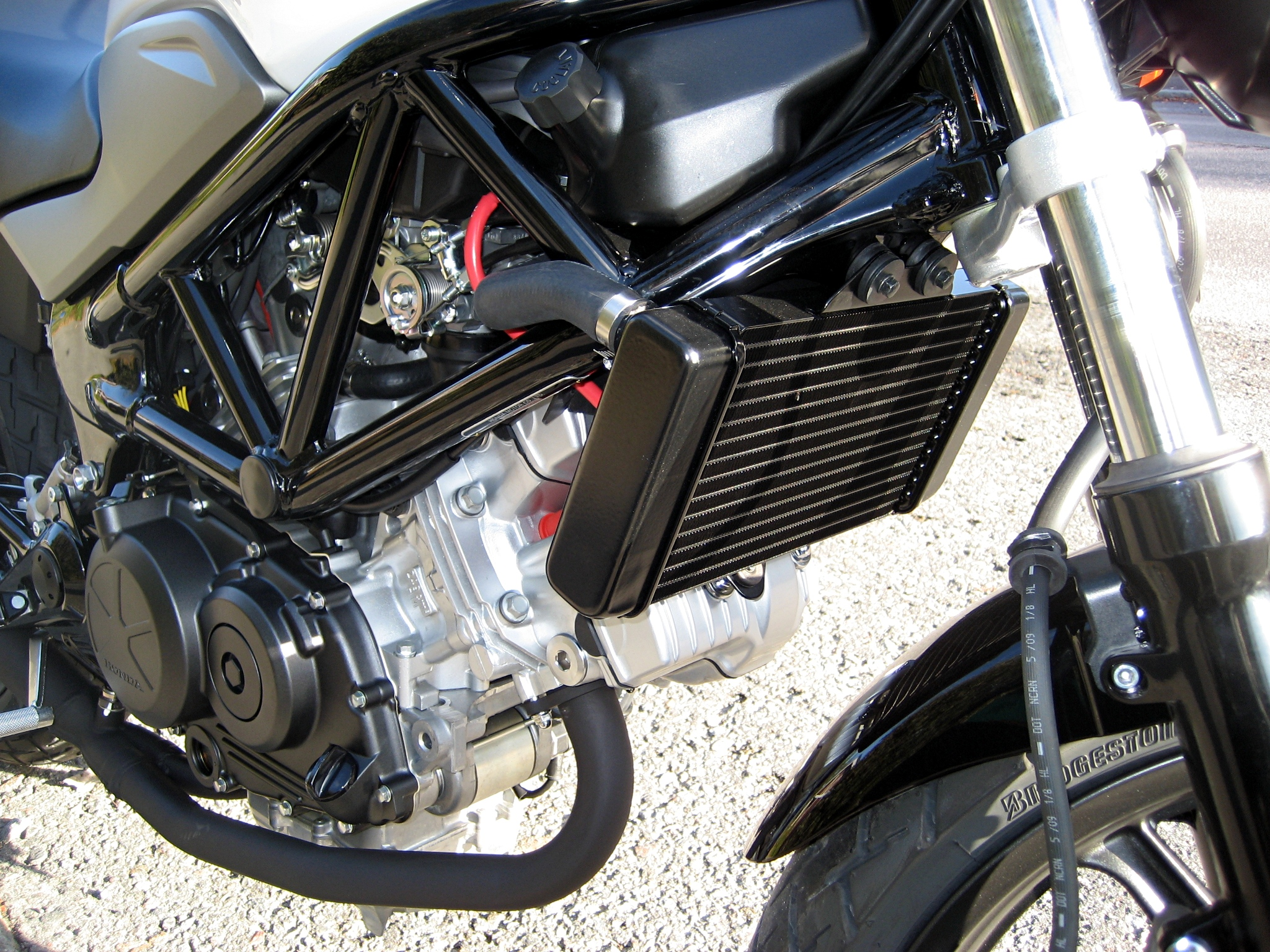
La VTR250 de Honda es similar, pero cada cilindro está a 45º de la vertical de modo que se bloquea un poco el flujo de aire, aunque este motor está enfriado por agua.
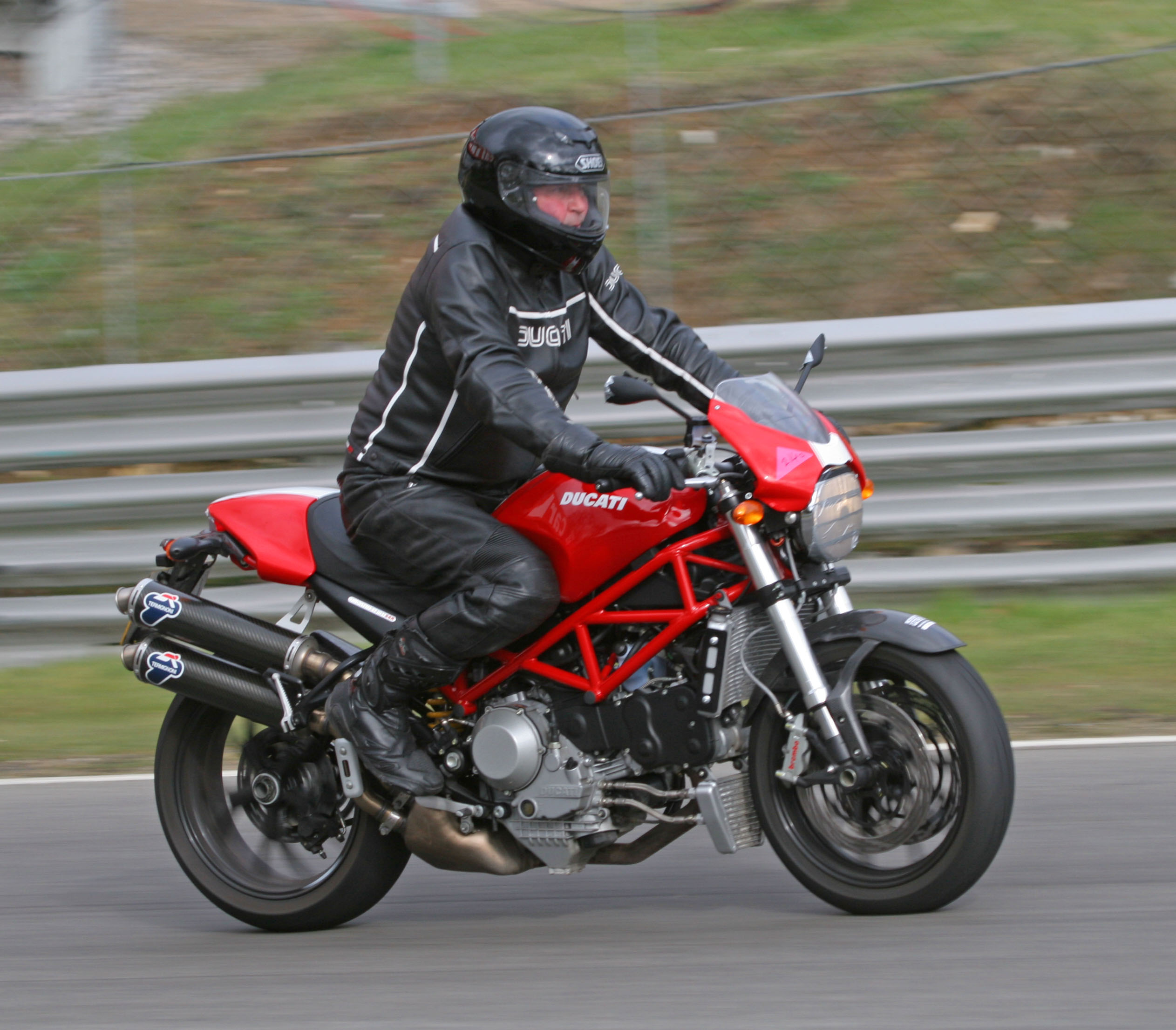
Como los modelos Ducati tienen motores grandes, disponen de enfriamiento por agua y aceite, como este Monster S4R S. Al igual que la VTR250, los radiadores están al frente, pero también se dispone de enfriamiento por el flujo de aire como en la Monster 620.

### Montaje longitudinal del cigüeñal
El motor V2 con el cigüeñal montado longitudinalmente como se puede ver en las Moto Guzzi y algunas Honda es menos común. Esta configuración está mejor orientada para la transmisión por eje cardán, eliminándose en ese caso la necesidad de un engranaje a 90° en uno de los extremos del eje cardán. Una moto con eje cardán longitudinal, se ajusta a la perfección en los bastidores habituales, dejando mucho espacio para un eje cardán, aparte de que los cilindros pueden disponer de un abundante flujo de aire para su enfriamiento. El montaje del motor con el cigüeñal situado longitudinalmente, implica también una reacción generada por el momento de giro en los casos de aceleración y deceleración pronunciada del motor. Para contrarrestarlo se puede añadir un volante de inercia o un alternador con giro contrario al giro resultante del cigüeñal y del tren motor.

## Uso automotriz
BSA fabricó un automóvil con un motor V2 a partir de 1921, y más adelante introdujo un triciclo en 1929.
La compañía Morgan (three-wheelers) adaptó motores V2 entre 1911 y 1939 para su uso en coches de tres ruedas. Distintos automóviles inspirados por los modelos de Morgan se siguen fabricando en la actualidad, incluyendo el Triking Cyclecar, que usa un V2 de origen Moto Guzzi; el autociclo Ace, que usa un motor V2 Harley-Davidson; y el JZR que usa motores Honda CX.
Mazda fabricó motores V2 de 356 cc y 571 cc a principios de 1960 para el Mazda R360.

## Uso comercial
Existen máquinas comerciales como equipos de limpieza a presión, tractores y cortadoras de césped, generadores eléctricos y bombas de agua, que usan motores V2, usualmente cuando las necesidades de potencia son de 16 o más caballos vapor. Normalmente tienen configuración en V con enfriamiento por aire forzado. Esa configuración les da un tamaño pequeño y baja vibración, incluso sin volantes de equilibrado.
Fabricantes de tales motores incluyen a Honda; Kawasaki con las series FD, FH, FS, y FX; Subaru con la serie EH; Briggs & Stratton; Tecumseh; y Kohler entre otros.